# Station Vitry-sur-Seine
Station Vitry-sur-Seine is een spoorwegstation aan de spoorlijn Paris-Austerlitz - Bordeaux-Saint-Jean. Het ligt in de Franse gemeente Vitry-sur-Seine in het departement Val-de-Marne (Île-de-France).

## Geschiedenis
Het station is op 20 september 1840 geopend door de Compagnie du chemin de fer de Paris à Orléans, kortweg de PO.

## Diensten
Het station wordt aangedaan door treinen van de RER C tussen Pontoise en Massy-Palaiseau of Pont-de-Rungis - Aéroport d'Orly. Sommige treinen hebben in plaats van Pontoise Montigny - Beauchamp als eindpunt, in verband met capaciteitsproblemen.

## Vorig en volgend station
| Richting                            | Vorig station  | Lijn  | Volgend station | Richting                                                |
| ----------------------------------- | -------------- | ----- | --------------- | ------------------------------------------------------- |
| Pontoise C1 Montigny - Beauchamp C3 | Ivry-sur-Seine | RER C | Les Ardoines    | Massy-Palaiseau C2 Pont-de-Rungis - Aéroport d'Orly C12 |